# Alfred Clebsch
Rudolph Friedrich Alfred Clebsch, född den 19 januari 1833, död den 7 november 1872, var en tysk matematiker. 
Clebsch var från 1868 professor i Göttingen. Trots sin korta levnad hann Clebsch utföra betydelsefulla undersökningar inom vitt skilda delar av matematiken. Det viktigaste av dessa faller inom geometrin, där han bland annat påvisade de elliptiska och allmänna abelska integralernas användbarhet vid studium av algebraiska kurvor. Dessa integralers så kallade additionsteorem, tillämpat bland annat på en tredjegradskurva med tre reella inflexionspunkter, visar att de tre punkterna måste ligga i rät linje. Tillsammans med Carl Gottfried Neumann grundade han 1868 Mathematische Annalen. Samma år tilldelades han Ponceletpriset av Franska vetenskapsakademien.